# Oidaah pumpn muas's
Oidaah pumpn muas's är debutalbumet från den österrikiska gruppen Trackshittaz. Albumet släpptes den 1 februari 2011 och innehåller 14 låtar. Tre av låtarna från albumet släpptes även som singlar. Den enda singeln som inte toppade Österrikes singellista var "Killalady" som ändå nådde andra plats. Fyra av albumets låtar som ej släppts som singlar tillbringade en vecka på singellistan i samband med att albumet släppts. Debutsingeln "Oida Taunz!" blev känd då den slutat på andra plats i landets nationella uttagningsfinal till Eurovision Song Contest 2011, efter Nadine Beilers låt "The Secret Is Love". Albumet nådde även första plats på Österrikes albumlista. Det tillbringade 3 veckor i toppen av listan. Totalt tillbringade det 29 veckor på listan mellan den 18 februari 2011 och den 2 september samma år.

## Låtlista
1. Frei - 3:21
2. Laudaah - 3:46
3. Killalady - 3:06
4. Trackshitaz - 2:56
5. Prolet - 3:25
6. Guuugarutz - 3:16
7. Ewig for Life (feat. Elija) - 3:33
8. Pumpn Muas's - 3:04
9. Neicha Tog, Neiches Liad - 3:24
10. Oida Taunz! - 3:16
11. Düsnjet - 3:52
12. Mistkübi - 3:07
13. Hawaraheisl - 2:34
14. Killalady (Lady Edition) - 3:07

## Listplaceringar
| Lista (2011) | Topplacering |
| ------------ | ------------ |
| Österrike    | 1            |

### Icke-singlar
| Låt            | Lista (2011) | Topplacering |
| -------------- | ------------ | ------------ |
| "Trackshittaz" | Österrike    | 38           |
| "Laudaah"      | Österrike    | 50           |
| "Pumpn muas's" | Österrike    | 70           |
| "Hawaraheisl"  | Österrike    | 36           |